# Negroli (armaioli)
I Negroli erano una famiglia di armaioli attiva nel Ducato di Milano in epoca rinascimentale; insieme ai Missaglia rappresentarono il più alto livello di produzione di armi bianche e di armature dell'epoca. Notissimi furono i cugini Filippo e Giovan Paolo che ebbero reputazione internazionale. Della famiglia si conoscono due rami: il più celebre, a cui appartenne Filippo, figlio di uno Iacopo, discendeva da un Bernardino, già attivo nel 1513 quando esportava armature di sua fabbricazione. Il secondo ramo era quello dei Negroli (o Negrioli) provenienti da Ello nei pressi di Lecco e in qualche modo forse imparentati con il primo. Il ramo di Ello discendeva da un Domenico (vivente nel 1510) e da un Niccolò (vivente nel 1527) ed ebbe come massimo esponente Giovan Paolo, vivente nel 1562. Al medesimo ramo appartenne un Hieroimo, vivente nel 1557 e contemporaneo di Giovan Paolo.

## Filippo Negroli

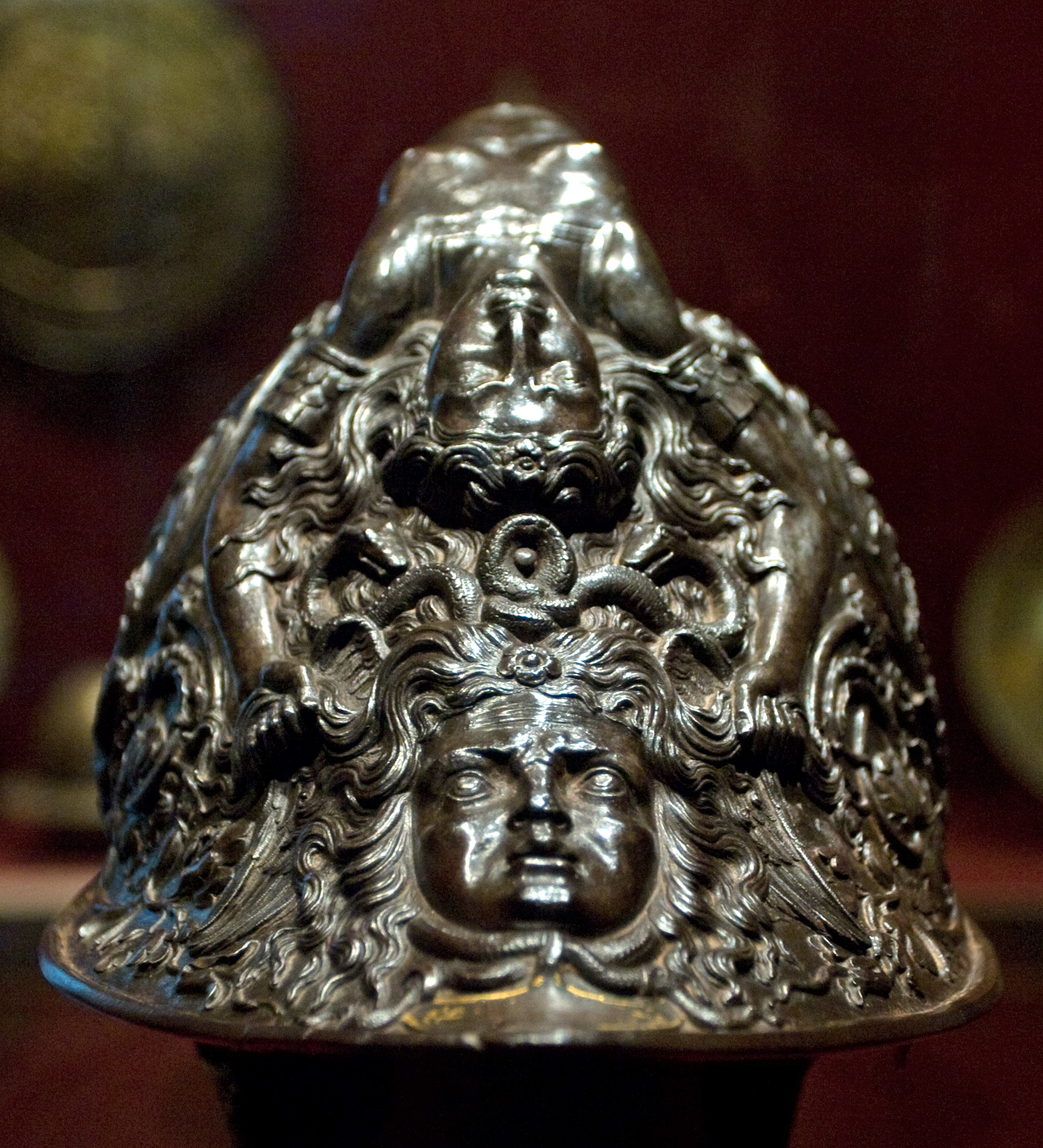
Borgognotta, opera di Filippo Negroli, 1543, Metropolitan Museum of Art, New York

Filippo Negroli era conosciuto per la sua abilità e può essere considerato l'armoraro più famoso di tutti i tempi. Lavorò insieme ai suoi fratelli Giovan Battista (ca. 1511-1591) e Francesco (ca. 1522-1600), nel laboratorio di famiglia guidato dal padre Gian Giacomo Negroli (ca. 1463-1543). Filippo era specializzato nello sbalzo di armatura, mentre il fratello Francesco era famoso per la sua abilità nell'intarsio. I pezzi creati da Filippo sono considerati particolarmente notevoli perché eseguiti in acciaio piuttosto che in ferro, la cui lavorazione è più semplice.
Creò armature da parata per diversi clienti stimati, tra cui Carlo V del Sacro Romano Impero e Guidobaldo II Della Rovere.
Esempi del suo lavoro includono:
- Borgognotta (elmo) di Carlo V[3] a La Real Armería, Madrid, Spagna.[4]
- Borgognotta (elmo)[5] al Metropolitan Museum of Art.[6]
- Borgognotta (elmo)[7]  alla Wallace Collection.
- Borgognotta (elmo) "Alla Romana Antica"[8] al Kunsthistorisches Museum.[9]

## Giovan Paolo Negroli

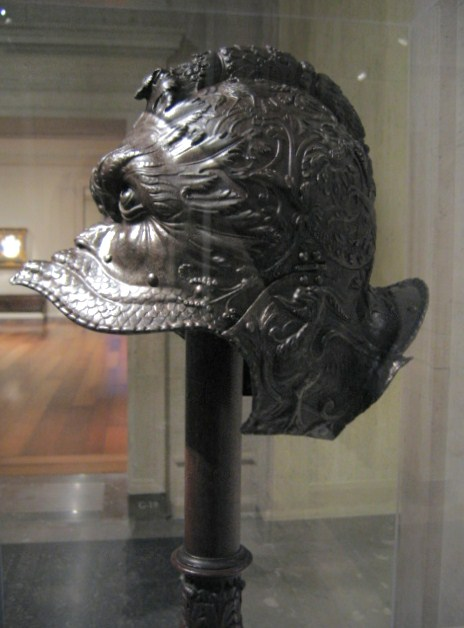
Giovanni Paolo Negroli, borgognotta, National Gallery of Art, Washington

Giovan Paolo, o Gian Paolo, fu, insieme al cugino Filippo, uno dei più importanti armorari di Milano del XVI secolo ed ebbe una reputazione internazionale. Fu attivo dal 1525 al 1565.
Alcune sue opere sono esposte al Museo del Louvre di Parigi e alla National Gallery of Art di Washington.